# Conarete
Conarete is een muggengeslacht uit de familie van de galmuggen (Cecidomyiidae).

## Soorten
- C. crebra Pritchard, 1951
- C. eluta Pritchard, 1951
- C. eschata Pritchard, 1951
- C. texana (Felt, 1913)